# 欧洲岩风
欧洲岩风是伞形科西风芹属植物，分布于欧洲、西亚和西伯利亚。